# Hyperbaena jalcomulcensis
Hyperbaena jalcomulcensis är en tvåhjärtbladig växtart som beskrevs av E. Pérez Cueto och G. Castillo-campos. Hyperbaena jalcomulcensis ingår i släktet Hyperbaena och familjen Menispermaceae. Inga underarter finns listade i Catalogue of Life.